# Адітьяварман
Адітьяварман (*1294 — 1375) — 1-й магараджадіраджа Пагаруюнга у 1347—1375 роках. З санскриту ім'я  перекладається як «Той, хто має за щит сонце».  Повне ім'я і титул Магараджадіраджа Шримат Шрі Удаядіт'яварма Пратапапаракрама Раджендра Маулімалі Вармадева

## Життєпис
За жіночою лінією належав до династії Маулі. Син аристократа Адваявармана і Дару Джінгга, доньки магараджи Трібхуванараджи. Народився близько 1294 року в Тровулані. Припускають, що, коли мати повернулася до Мелаю той залишився в Тровулані. Висувається версія, що в 1325 році очолював посольство Маджапагіт до імперії Юань.

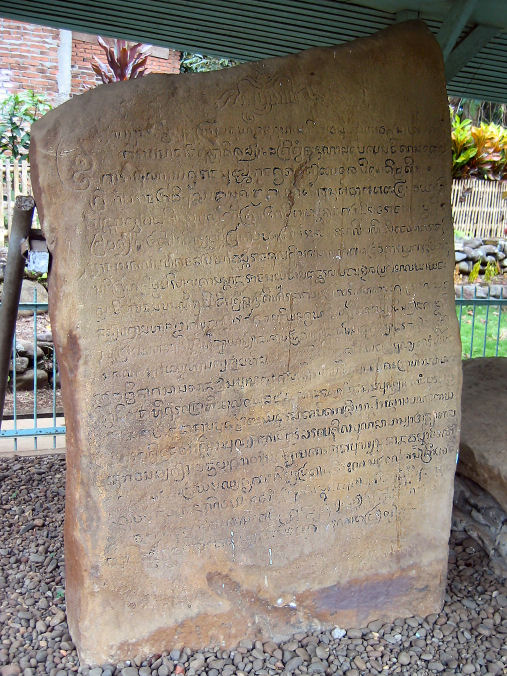
Кам'яний напис Адітьявармана

Його ім’я з’являється на Яві ще в 1343 році на зображенні бодгісаттви Манджушрі, яке спочатку було розташоване в святилищі Канді-Джаго. Напевне тоді ж брав участьу військовій кампанії Маджапагіту проти держави Мелаю, де панував його зведений брат (за іншою гіпотезою — стрийко) Акарендраварман, що 1347 року зазнав поразки. за цим володіння останнього було розділено: східні землі увійшли до Маджапагіту, а в західних з резиденцією в старовинній столиці Мелаю — Малаюпурі — Адітьяварман отримав володіння, де заснував власну державу.
Завоював регіон Джамбі, нижче за течією річки Батанг Харі, а потім Танах Датар вище за течією, щоб взяти під контроль торгівлю золотом. Було встановлено зверхність над раджанатом Керінчі (західне у збережжя Суматри). Також був вірним васалом Маджапагіту. Допомгав тій у остатоічному звищенні Шривіджаї у 1370-х роках.
Написи Адітьявармана як правителя показують, що він був прихильником ваджраяни (різновиду буддизма). Він панував принаймні до 1375 року, його останнього відомого напису. Спадкував владу його син Ананггаварман.